# Полезни изкопаеми
Полезните изкопаеми или минерални суровини са природни минерални образувания в земната кора с неорганичен и органичен произход, които могат да бъдат ефективно използвани в сферата на материалното производство. В зависимост от физическото си състояние полезните изкопаеми се делят на: твърди (въглища, руди, нерудни полезни изкопаеми), течни (нефт, минерални води) и газообразни (природен газ и инертни газове).

## Геоложки условия за образуване и регионално разпространение на находищата
Полезни изкопаеми са се формирали в течение на цялата геоложка история на земната кора, вследствие на ендогенните и екзогенните процеси. Веществата, необходими за тяхното образуване, постъпват в магмените формации, в течните и газообразни разтвори от горната мантия, в земната кора и на повърхността на Земята

### Магматогенни полезни изкопаеми
Магматогенните (ендоенни) находища на полезни изкопаеми се поделят на няколко групи. Например, при внедряването на магма в земната кора и нейното изстиване се образуват магматични находища. С интрузиете на магма с основен състав са свързани рудите на Cr, Fe, Ti, Ni, Cu, Co, групата на платиновите метали и др. Към интрузиите на магма с алкален състав са привързани рудите на P, Ta, Nb, Zr и други редки елементи. С гранитните пегмаматити генетически са свързани находищата на слюда, фелдшпат, скъпоценни камъни, рудите на Be, Li, Cs, Nb, Ta, части от Sn, U и редки елементи. Карбонатите са асоциирани с магма с ултраосновен състав, изграждащи алкални скали, в които се натрупват руди на Fe, Cu, Nb, Ta, редки метали, а също апатити и слюди. В контактно-метасоматичните находища се разкриват руди на Fe, Cu, Co, Pb, Zn, W, Mo, Sn, Be, U, Au, находища на планински кристал, графит, бор и други полезни изкопаеми. Голямо количество от полезните изкопаеми са концентрирани в пневматолитовите и хидротермалните находища. Сред тях най-голямо значение имат находищата на рудите на Cu, Ni, Co, Zn, Pb, Bi, Mo, W, Sn, Li, Be, Ta, Nb, As, Sb, Hg, Cd, In, S, Se, Au, Ag, U, Ra, а също кварц, барит, флуорит, асбест и др.

### Седиментогенни полезни изкопаеми
Седиментогенните находища, възникващи при екзогенните процеси, се поделят на три вида: седиментни, разсипни и изветрителни. Седиментните находища се формират по дъната на морета, езера, реки и блата, образуващи пластове от залежи вместени със седиментните скали. Разсипните находища съдържащи ценни минерали (злато, платина, диаманти и др.) се натрупват в крайбрежните наслаги в океаните и моретата, а също в речните и езерните утайки, по склоновете на долините. Изветрителните находища са свързани с древната и съвременната изветрителна кора, за която са характерни инфилтрационните находища на уранови и медни руди, самородна сяра и остатъчни находища на никел, желязо, манган, боксити, магнезит, каолин.
В обстановка на високи налягания и температури, които господстват в недрата на Земята, става преобразуването на по-рано съществуващи находища и възникването на метаморфогенни залежи (например, железните руди в Криворожкия басейн и Курската магнитна аномалия, златните и урановите руди в Южна Африка) или образуването им отново в процеса на метаморфизма на скалите (находищата на мрамор, андалузит, кианит, графит и др.).

### Регионално разпространение на полезните изкопаеми
Изследването на връзката между находищата на полезни изкопаеми и главните черти на геоложкия строеж и геоложката история на дадена територия, а също нейните геохимични, хидроложки и геоморфоложки особености служат като научна основа за търсенето и откриването на полезни изкопаеми и позволяват изясняването на закономерностите в разпространението на техните находищата. Големите географски и геоложки обособени територии, с привързаните към тях определени групи находища се наричат провинции. Закономерностите в разположението на полезните изкопаеми в пределите на провинциите зависят от принадлежността на региона към съответните геосинклинали, платформи и зони с тектоно-магматична активизация, от тяхната геоложка възраст, епоха на формиране, пълнота на проявление на стадиите на геоложко развитие на даден участък от земната кора, характера на разпространението им в пределите на съответната провинция, формациите на скалите, дълбочината на ерозионния срез и др. Рудните провинции се обособяват на принципа на оконтурената площ на развитие на находището през определена епоха. Те се поделят на рудни области, а последните – на рудни райони с развити в тях на находища с определени рудни формации. На териториите на рудните райони се обособяват рудни полета със съвкупни находища, обединени от общ произход и геоложка структура. Рудните полета се състоят от рудни находища, обхващащи едно или няколко близки рудни тела, пригодни за разработването им в един рудник. В съответствие с характера на формациите на скалите и асоциираните с тях руди се различават два вида провинции: фемически, или уралски тип, с преобладаващо развитие на формациите, съставени от базалтоидна магма и свойствените им руди на Fe, Ti, V, Cr, платиноиди, Cu и сиалически, или верхоянски тип, с преобладаване на формациите, съставени от гранитоидна магма и свързаните с тях находища на руди на Sn, W, Be, Li. В други случаи рудните провинции се обособяват в зависимост от съчетаването на специфични за тях находища на полезни изкопаеми и тяхното географско разположение. Най-важните рудни провинции съответстват на основните етапи от геоложкото развитие на Земята и металогенните епохи: алпийска провинция (вътрешната част на Тихоокеанския геосинклинален пояс, Средиземноморски геосинклинален пояс); кимерийска провинция (външната маст на Тихоокеанския геосинклинален пояс); херцинска провинция (Урало-Монголски геосинклинален пояс); каледонска провинция (Норвегия, Западни Саяни); рифейска провинция (южната периферна част на Сибирската платформа); протерозойска провинция (Източноевропейската и Сибирска платформи). В пределите на въгленосните провинции се обособяват въглищни басейни, райони и находища. В нефтените и газоносните провинции (или басейни) се обособяват области, райони, зони на нефто- и газонатрупвания, газови и нефтени находища.

## Видове полезни изкопаеми
Съвкупността от полезните изкопаеми, намиращи се в недрата на Земята, съставляват минералните ресурси, които се явяват основа за развитието на важни отрасли в промишленото производство (енергетика, черна и цветна металургия, химическа промишленост, строителство). В зависимост от областта на промишленото им използване основните групи полезни изкопаеми са:
- топливно-енергетични – нефт, природен газ, въглища, битуминозни шисти, торф, уранова руда;
- рудни, явяващи се суровинна основа за черната и цветната металургия – желязна и манганова руда, хромити, боксити, медни, оловно-цинкови, никелови, волфрамови, молибденови, калаени, антимонови руди, руди на благородни метали и др.;
- химически суровини – фосфорити, апатити, готварски, калиеви и магнезиеви соли, сяра и нейните съединения, барит, борни руди, бром и йодосъдържащи разтвори;
- природни строителни материали и голяма група нерудни полезни изкопаеми, а също декоративни, технически и скъпоценни камъни (мрамор, гранит, яспис, планински кристал, гранат, корунд, диамант и др.);
- хидроминерални – подземни пресни и минерализирани води.[1]

Подобна групировка на минералните ресурси е условна, тъй като едни и същи полезни изкопаеми могат да бъдат използвани както в промишлеността, така и в много други отрасли на икономиката и селското стопанство (например, нефтът и природния газ са не само топлинен източник, но и са важна технологична суровина за химическата промишленост).

## Производство на някои видове полезни изкопаеми
| Полезни изкопаеми (единици, година) | Страна                                                                             | Добив                                        | Полезни изкопаеми (единици, година) | Страна                                                                                         | Добив                                   | Полезни изкопаеми (единици, година)                               | Страна                                                                                      | Добив                                              |
| ----------------------------------- | ---------------------------------------------------------------------------------- | -------------------------------------------- | ----------------------------------- | ---------------------------------------------------------------------------------------------- | --------------------------------------- | ----------------------------------------------------------------- | ------------------------------------------------------------------------------------------- | -------------------------------------------------- |
| нефт (млн.т., 2020 г.)              | САЩ Русия Саудитска Арабия Канада Ирак Китай ОАЕ Бразилия Иран Кувейт Общо в света | 713 524 520 252 202 195 166 159 144 131 4176 | природен газ (млрд.m³, 2010 г.)     | Русия САЩ Канада Иран Норвегия Китай Нидерландия Индонезия Саудитска Алабия Алжир Общо в света | 647 619 158 152 110 98 89 82 77 68 3646 | въглища (млн.т, 2014 г.)                                          | Китай САЩ Австралия Индия Индонезия Русия РЮА Германия Полша Казахстан Общо в света         | 3874 922 644 537 458 358 260 186 137 109 8165      |
| уран (U3O8) (хил.т., 2021 г.)       | Казахстан Австралия Намибия Канада Узбекистан Русия Нигер Китай Общо в света       | 21,8 6,2 5,4 3,9 3,5 2,6 2,2 1,9 48,3        | желязна руда (млн.т., 2019 г.)      | Австралия Бразилия Китай Индия Русия РЮА Украйна Канада САЩ Казахстан Общо в света             | 930 480 350 210 99 77 62 54 48 43 2500  | боксит(по данни на Британската геоложка служба). (млн.т, 2014 г.) | Австралия Китай Бразилия Гвинея Индия Ямайка Казахстан Русия Суринам Венецуела Общо в света | 81,0 47,0 32,5 19,3 19,0 9,8 6,5 5,3 2,7 2,2 234   |
| мед (хил.т., 2006 г.)               | Чили САЩ Перу Китай Австралия Индонезия Русия Канада Замбия Общо в света           | 5361 1220 1050 915 875 817 675 607 503 15100 | олово (млн.т., 2018 г.)             | Китай САЩ Южна Корея Индия Мексико Германия Великобритания Канада Япония Общо в света          | 4,8 1,2 0,8 0,6 0,3 0,2 11,5            | цинк. (млн.т, 2010 г.)                                            | Китай Австралия Перу САЩ Канада Мексико Ирландия Индия Казахстан Общо в света               | 2,60 1,38 1,20 0,73 0,71 0,48 0,43 0,42 0,40 10,00 |

Най-големи запаси и добив на никел са разкрити (в хил.т) в Канада 262, Нова Каледония 135, Австралия 85, Филипините 40, Доминиканска република 27, Индонезия 25, РЮА 22, САЩ 15. Най-големи производители на калай са Малайзия, Индонезия, Боливия, Бразилия, Тайланд и др. Най-големи запасите от манганови руди са открити в Габон, Бразилия, РЮА, Индия и Австралия; на хромови руди в РЮА, Зимбабве, Турция и Филипините; на кобалтови руди в Демократична република Конго (ДРК), Замбия, Канада и Нова Каледония; на волфрамови руди в Южна Корея, Австралия, Боливия, Португалия, САЩ, Бразилия; на молибденови руди в САЩ, Канада, Чили и Перу; на живачни руди в Испания, Италия, Турция и Мексико; на антимонови руди в Боливия, РЮА, Турция, Тайланд и Мексико; на азбест в Канада и Зимбабве; на калиеви соли в Канада, Германия, САЩ и Франция; на фосфорити в САЩ, Мароко, Алжир, Тунис, Перу и Австралия; на самородна сяра в Ирак, Мексико, САЩ, Йордания, Япония и Италия. Най-големи производители на злато са РЮА, Канада, САЩ, Гана, Австралия; на сребро – Канада, Перу, Мексико, САЩ, Австралия; на платинови метали – РЮА, Канада; на диаманти – РЮА, ДРК, Гана, Ботсвана, Ангола, Сиера Леоне, Намибия.